# Michel Eugène Chevreul
Michel Eugène Chevreul (Angers, 31 de agosto de 1786 — Paris, 9 de abril de 1889) foi um químico francês. Filho de Michel Chevreul (1754 - 1845), nasceu em Angers, na França, onde seu pai era médico e professor da Escola de Obstetrícia. Seus primeiros trabalhos com gorduras animais revolucionaram a fabricação de sabonetes e velas e levaram ao isolamento dos ácidos graxos heptadecanóico (margarico), esteárico e oleico. Na área médica, ele foi o primeiro a demonstrar que os diabéticos excretam glicose na urina e a isolar a creatina. Em 1826 entrou para a Academia Francesa de Ciências, na vaga de Joseph Louis Proust.

## Biografia
Chevreul nasceu na cidade de Angers, França, onde seu pai era médico. A certidão de nascimento de Chevreul, mantida no livro de registro de Angers, traz a assinatura de seu pai, avô e um tio-avô, todos cirurgiões.

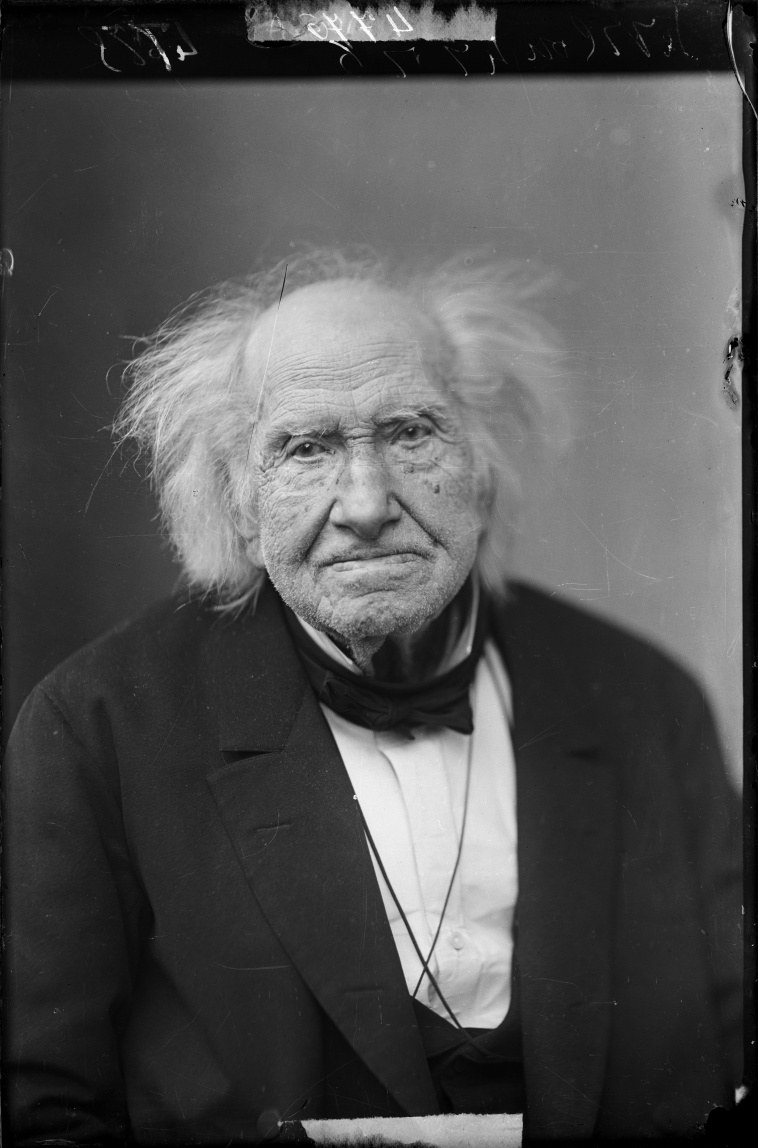
Chevreul em 1886, por Nadar

Por volta dos dezessete anos Chevreul foi para Paris e entrou no laboratório químico de L.N. Vauquelin, tornando-se posteriormente seu assistente no Muséum national d'histoire naturelle (Museu Nacional de História Natural) no Jardin des Plantes. Em 1813, Chevreul foi nomeado professor de química no Lycée Charlemagne e, posteriormente, assumiu a direção da tapeçaria de Gobelins, onde realizou pesquisas sobre contrastes de cores. (Em 1839, publicou os resultados da sua investigação sob o título De la loi du contraste simultané des couleurs; Foi traduzido para inglês e publicado em 1854 com o título Os princípios de harmonia e contraste de cores. Uma nova tradução intitulada Sobre a Lei do Contraste Simultâneo de Cores, com comentários, capítulos adicionais e gráficos coloridos por Dan Margulis apareceu em 2020.) Em 1826 Chevreul tornou-se membro da Academia de Ciências, e no mesmo ano foi eleito membro estrangeiro da Royal Society de Londres, cuja Medalha Copley foi concedida em 1857. Em 1829, foi eleito membro estrangeiro da Royal Swedish Academy of Sciences e membro honorário estrangeiro da American Academy of Arts and Sciences em 1868.
Chevreul sucedeu a seu mestre, Vauquelin, como professor de química orgânica no Museu Nacional de História Natural em 1830, e trinta e três anos depois assumiu também sua direção; ele renunciou a isso em 1879, embora ainda mantivesse seu cargo de professor. Uma medalha de bronze foi cunhada por ocasião do 100º aniversário de Chevreul em 1886, e foi celebrada como um evento nacional. Chevreul recebeu cartas de recomendação de muitos chefes de estado e monarcas, incluindo a Rainha Vitória. Ele teve uma série de reuniões gravadas com Nadar, cujo filho Paul Nadar tirou fotos, resultando na primeira entrevista fotográfica a aparecer em uma revista. Foi uma homenagem adequada a um homem que viveu durante toda a Revolução Francesa e viveu para ver a inauguração da Torre Eiffel.
Chevreul começou a estudar os efeitos do envelhecimento no corpo humano pouco antes de sua morte, aos 102 anos, que ocorreu em Paris em 9 de abril de 1889. Ele foi homenageado com um funeral público. Em 1901, uma estátua foi erguida em sua memória no museu ao qual ele esteve conectado por tantos anos.

## Trabalho de Chevreul

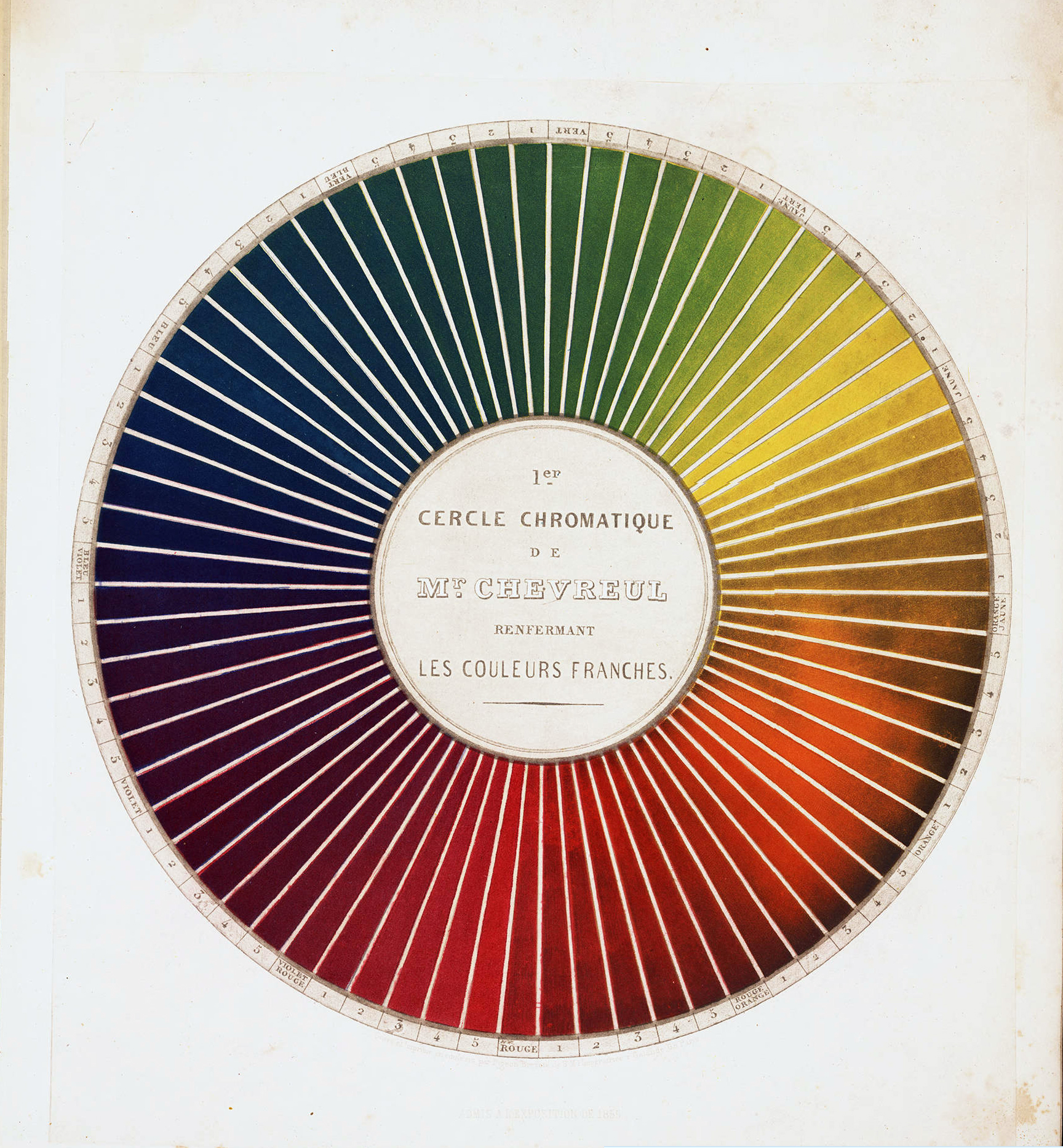
Apresentação de uma forma de definir e nomear as cores, Chevreul, 1861

O trabalho científico de Chevreul abrangeu um amplo espectro, mas ele é mais conhecido pelas pesquisas clássicas que realizou sobre gorduras animais, publicadas em 1823 (Recherches sur les corps gras d'origine animale). Isso o capacitou a elucidar a verdadeira natureza do sabão; ele também foi capaz de descobrir a composição da estearina, uma substância branca encontrada nas partes sólidas da maioria das gorduras animais e vegetais, e da oleína, a parte líquida de qualquer gordura, e de isolar os ácidos esteárico e oleico, cujos nomes ele inventou. Este trabalho resultou em importantes melhorias nos processos de fabricação de velas.
Chevreul era um inimigo determinado do charlatanismo em todas as formas e um cético completo quanto à pesquisa psíquica "científica" ou espiritualismo que havia começado em sua época. Sua pesquisa sobre o "pêndulo mágico", varinhas radiestésicas e torneamento de mesa é revolucionária. Em uma carta aberta a André-Marie Ampère em 1833, e seu artigo de 1854 "De la baguette", Chevreul explica como as reações musculares humanas, totalmente involuntárias e subconscientes, são responsáveis por movimentos aparentemente mágicos. No final, Chevreul descobriu que uma vez que uma pessoa segurando varinhas / pêndulo mágico ficava ciente da reação do cérebro, os movimentos paravam e não podiam ser reproduzidos voluntariamente. Sua foi uma das primeiras explicações do efeito ideomotor.
Em 1824, Chevreul foi nomeado diretor da fábrica histórica de tapeçaria francesa Manufatura dos Gobelins em Paris, em resposta a reclamações sobre inadequações técnicas. Ele descobriu que alguns corantes eram de fato deficientes, mas que o corante preto frequentemente criticado era de primeira linha. No entanto, os tecidos tingidos com esse preto foram percebidos como fracos e avermelhados quando cercados por azuis profundos e / ou roxos. Chevreul chamou esse efeito de contraste simultâneo, definindo-o como a tendência de uma cor parecer deslocar-se em direção à complementar de seu vizinho, tanto em termos de matiz quanto de escuridão.
Ele explorou as ramificações do conceito em livro em 1839, com a intenção de formar uma teoria abrangente para todas as artes visuais. Oferecia princípios de design para tapeçarias, tapetes, móveis, mosaicos, igrejas, museus, apartamentos, jardins formais, teatros, mapas, tipografia, molduras, vitrais, roupas femininas e até uniformes militares. É mais notável, no entanto, por sua influência na pintura impressionista e neoimpressionista, particularmente o estilo pontilhista desenvolvido por Georges Seurat e Paul Signac, que apresentava minúsculas justaposições de cores complementares. Camille Pissarro relatou que entrevistou Seurat, que descreveu o estilo como uma busca pela "síntese moderna com meios de base científica que se fundará na teoria das cores descoberta por M. Chevreul e de acordo com os experimentos de Maxwell e as medidas de SEM Rood".

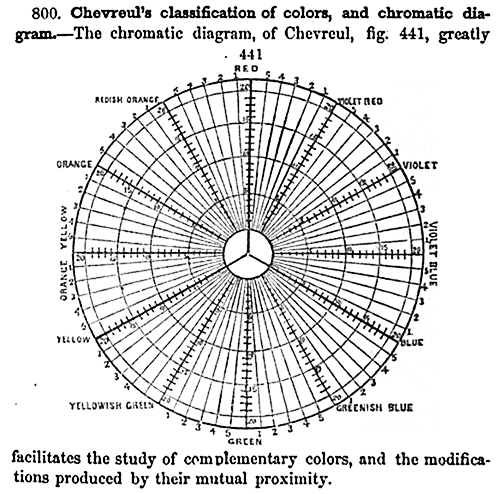
O "diagrama cromático" de Chevreul de 1855 baseado no modelo de cores RYB, mostrando cores complementares e outras relações

Chevreul enfatizou a importância de um retrato preciso da iluminação para promover o realismo, mas acrescentou: "Quase sempre é assim que o colorido preciso, embora exagerado, é considerado mais agradável do que a fidelidade absoluta à cena". Vincent van Gogh acatou o conselho, fazendo uso generoso de complementos para intensificar um ao outro. Van Gogh escreveu, "este aumento recíproco é o que se chama de lei do contraste simultâneo... Se as cores complementares forem tomadas com igual valor, ou seja, com o mesmo grau de brilho e luz, sua justaposição aumentará tanto o um quanto o outro com uma intensidade tão violenta que os olhos humanos dificilmente serão capazes de suportar olhar para ele".
Chevreul também foi influente na pintura do século XX, especialmente a de Robert Delaunay, que foi apresentado às teorias de Chevreul por seu amigo Jean Metzinger. O estilo de Delaunay de misturar blocos relativamente grandes de quase-complementares é hoje geralmente conhecido como Orfismo. O próprio Delaunay, no entanto, preferia o nome "Simultanismo", um aceno claro para Chevreul.
Chevreul também está ligado ao que às vezes é chamado de ilusão de Chevreul, as bordas brilhantes que parecem existir entre tiras adjacentes de cores idênticas com intensidades diferentes. Consulte The Laws of Contrast of Color de Chevreul para obter mais informações.

## Publicações

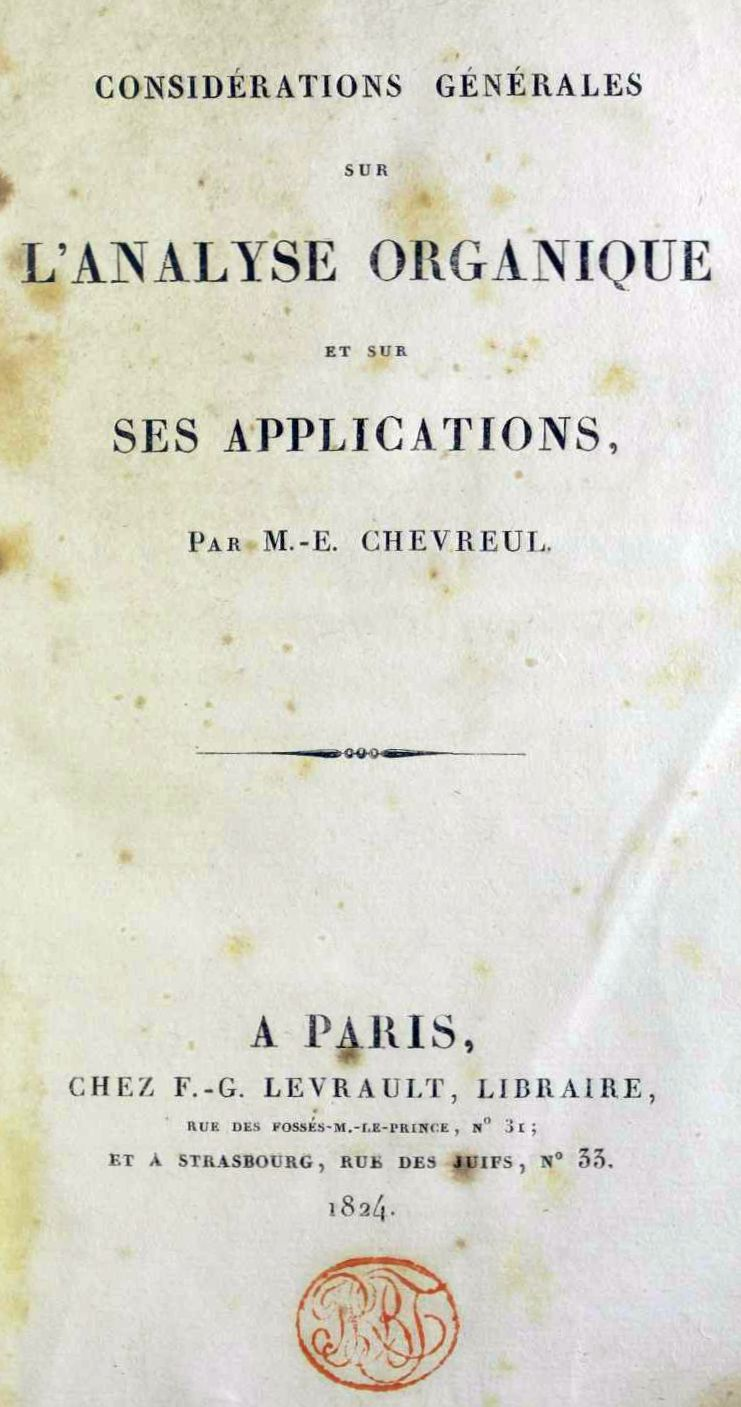
Considérations générales sur l'analyse organique et sur ses applications, 1824

Para obter uma lista dos escritos científicos de Chevreul até 1886, consulte «Œuvres scientifiques de Michel-Eugène Chevreul: doyen des étudiants de France 1806-1886» por G. Malloizel.
- Chevreul, Michel Eugène (1823). Recherches chimiques sur les corps gras d'origine animale. Paris: F. G. Levrault
- Chevreul, Michel Eugène (1824). Considérations générales sur l'analyse organique et sur ses applications (em francês). Paris: François George Levrault
- Chevreul, Michel Eugène (1829). Leçons de chimie appliquée à la teinture. Paris: Pichon et Didier
- Chevreul, Michel Eugène (1854). De la baguette divinatoire, du pendule dit explorateur et des tables tournantes, au point de vue de l'histoire de la critique et de la méthode expérimentale. Paris: Mallet-Bachelier
- Chevreul, Michel Eugène (1839). De la loi du contraste simultané des couleurs et de l'assortiment des objets colorés. [S.l.: s.n.]
- Chevreul, Michel Eugène (1855). The Principles of Harmony and Contrast of Colours, and Their Applications to the Arts 2 ed. London: Longman, Brown, Green, and Longmans. Michel Eugène Chevreul.
- Chevreul, Michel Eugène (1866). Histoire des connaissances chimiques. Paris: L. Guérim
- Chevreul, Michel Eugène (1870). De la méthode a posteriori expérimentale, et de la généralité de ses applications. Paris: Dunod
- Chevreul, M.E., and Margulis, Dan (2020). On the Law of Simultaneous Contrast of Colors. Atlanta: MCW Publishing. ISBN 9780988280816